# Страна Огней (триптих)
«Страна Огней» (азерб. Odlar yurdu) — монументальный триптих азербайджанского живописца Таира Салахова, созданный в 2007 году. Это произведение, являющееся одной из поздних работ художника, венчает цикл картин, посвящённых жизни и труду нефтяников Азербайджана.

## Описание
В центральной части триптиха, называющейся «Каспий сегодня», изображена морская нефтяная платформа с горящим факелом попутного газа и подплывающими к ней лодками. В левой части, называющейся «Храм огнепоклонников» — Атешгях с горящими факелами и огнепоклонниками, а в правой — большая группа молящихся людей вокруг Девичьей башни, представляющей собой огромный горящий факел.

## Критика
Как отмечает искусствовед и критик Екатерина Дёготь, этот триптих интерпретирует нефть «не в индустриальном, а скорее религиозном плане»:
Она <нефть> горит уже не сдержанно, в сердцах людей, а открыто, на вершине башен и в алтарях храмов (неких таинственных древних огнепоклонников). А люди стоят в ритуальных позах, в застылости которых уже не чувствуется внутренней свободы. Скорее зависимость от этого — возможно, не такого уж вечного — огня.Екатерина Дёготь